# César Bolaños
César Bolaños (Lima, 4 de junio de 1931 - Lima, 30 de setiembre de 2012) fue un músico peruano, compositor vanguardista, pionero de la música electrónica, docente e investigador en el campo de la musicología. Su obra como compositor representa la búsqueda y los cambios estéticos en el lenguaje musical de los años 60 y su manifestación en Sudamérica, con marcada influencia de las vanguardias de USA y Europa, siendo un compositor plenamente comprometido entonces con lo contemporáneo.

## Historia
Nació en Lima el 4 de junio de 1931. Realizó sus estudios secundarios en el Colegio Nacional Alfonso Ugarte. Estudió piano en el Conservatorio Nacional de Música de 1946 a 1953. Estudió composición con Andrés Sas en la Academia Sas-Rosay. Luego obtuvo los títulos de Profesor en Composición Musical y Musicólogo en el Conservatorio Nacional de Música.
En 1959 continuó su formación académica en la Manhattan School of Music (Nueva York) y entre 1960 y 1963 en el RCA Institute of Technology, donde obtuvo el título de Técnico en Electrónica.
Entre 1963 y 1964 prosiguió estudios de composición en el Centro Latinoamericano de Altos Estudios Musicales del Instituto Torcuatto di Tella (ITDT) en Buenos Aires, con Alberto Ginastera, Olivier Messiaen, Luigi Nono, Aaron Copland, Ricardo Malipiero, Luigi Dallapicola, Bruno Maderna y Vicente Asuar, entre otros.
Fue profesor del Seminario de Composición por medios electrónicos (1964-1967) y paralelamente de composición (1964-1970) en el Centro Latinoamericano de Estudios Musicales del ITDT en Buenos Aires, institución en la cual tuvo a su cargo el diseño y construcción del laboratorio de música electrónica, del cual fue director hasta 1967; fue también profesor Música Electrónica en el Instituto de Música de Santa Fe, Argentina, en 1969. 
Director de la Oficina de Música y Danza del INC entre 1973 y 1983; Director de la escuela Nacional de Arte Folklórico del INC en 1977.
Entre 1974 y 1978 tuvo a su cargo el proyecto “Mapa de los Instrumentos Musicales de uso popular en el Perú”, el cual fue llevado a cabo por Josafat Roel Pineda, Fernando García y Alida Salazar, para la Oficina de Música y Danza del Instituto Nacional de Cultura (INC). Posteriormente entre 1978 y 1981 realizó una investigación sobre los instrumentos musicales arqueológicos y su iconografía, existentes en el Museo Nacional de Arqueología. 
Asesor del Centro de Servicios Audiovisuales para la Capacitación, entre 1981 y 1983. Director del Centro de Investigación y Apoyo al Folklore del INC entre 1983 y 1984; Director del Centro de Folklore José María Arguedas del INC entre 1984 y 1985.
Profesor de Teoría y Análisis y de Folklore e Historia de la Música en el Conservatorio Nacional de Música, durante 1985. Entre 1985 y 1988 realizó una investigación para el Instituto Andino de Estudios Arqueológicos, sobre los instrumentos musicales Nazca, en especial las antaras, prosiguiendo una línea señalada por su maestro Andrés Sas casi cincuenta años antes. Posteriormente entre 1986 y 1993 tuvo a su cargo el curso de Sonorización en la Facultad de Ciencias del Comunicación de la Universidad de Lima. En 1992 fue profesor del curso de Folklore Musical Peruano en CENFOTUR y entre 1991 y 1995 en la Escuela Nacional de Folklore José María Arguedas. Entre 1991 y 1993, con el auspicio del CICOSUL de la Universidad de Lima, investigó sobre la música y los medios de comunicación electrónicos nacionales.
Ha desarrollado una amplia labor de investigación para instituciones en Buenos Aires y Lima, que ha abarcado temas diversos como: Música y Electroacústica (1964-1970) y Sonido e Imagen (1965-1968) para el ITDT en Buenos Aires. Entre 1969 y 1970 realizó una investigación sobre Música por medios cibernéticos, auspiciada por Olivetti de Argentina, conjuntamente con el matemático Mauricio Michberg. En 1980 amplió el marco de esta investigación abarcando otros museos de Perú, Ecuador y Bolivia, gracias a los auspicios del proyecto Regional de Musicología del PNUD UNESCO. 
Director Académico de la Escuela Nacional Superior de Folklore José María Arguedas, durante 1991 y 1992.
Sus investigaciones concluyeron en la edición de una serie de libros, con una importancia tan grande como su legado musical.

## Discografía
Música para Piano
-Nocturno, 1952
-Cuentos N° 1, 1952
-Cuentos N° 2, 1953
-Cuentos N° 3, 1961
-Variaciones para dos pianos, 1964
Música Coral
-Immanispatak, Villancico para coro mixto a capela (Texto quechua), 1963
Música para Orquesta
-Ensayo, para orquesta de cuerdas, 1956
-Homenaje al Cerro San Cosme, para orquesta, 1957
-Ñacahuasu, para pequeña orquesta de 21 o más instrumentistas y recitador (Texto: El diario de Ernesto “Che” Guevara)
Música de Cámara
-Cuarteto para flauta, clarinete, violín y violoncello, 1953
-Solo para flauta, 1954
-Variaciones para contralto, flauta, clarinete bajo, contrabajo y percusión (Texto de César Vallejo), 1960
-Divertimento I, para flauta, clarinete, clarinete bajo, trompeta, piano, clavecín, contrabajo y percusión, 1966
-Divertimento II, para flauta, clarinete, piano, guitarra eléctrica y coro mixto, 1966
-Divertimento III, para flauta, clarinete, contrabajo, piano y percusión, 1967
-I-10 AIFG/mn1-1, para flauta, violín, acordeón, 2 percusionistas y tres recitadores (textos varios), 1969
-Sialoecibi: ESPECO I para piano y un recitador – mimo – actor (ESEPCO = Estructura Sonoro Expresiva por Computación), 1970
Música Concreta, Electrónica y Mixta
-Intensidad y Altura: música para banda magnetofónica (sobre un poema de César Valllejo), 1964
-Cantata Solar, para orquesta, solistas, coro y cinta magnética (Texto: "Alnico y Remita" de Raquel Jodorowski), 1965
-El Ombú (banda electrónica), 1965
-Interpolaciones, para guitarra eléctrica y cinta magnetofónica, 1966
-Espacios I (Banda electrónica), 1966
-Espacios II (Banda electrónica), 1967
-Cantata Alfa – Omega, para dos recitadores, coro mixto, guitarra eléctrica, contrabajo, dos percusionistas, dos bailarines, cinta magnética, proyecciones y luces (Textos bíblicos), 1967
-Espacios III (Banda electrónica), 1968
-I-10-AIFG/Rbt-1, para tres recitadores, corno, trombón, guitarra eléctrica, dos percusionistas, cinta magnética, luces, nueve proyectores de diapositivas sincronizados por sistema automático (Dirección por señales de luz programadas y sincronizadas por sistema automático), 1968
-Flexum, para instrumentos de viento, cuerda, percusión y cinta magnética, 1969
-Canción sin palabras, ESEPCO II “Homenaje a las palabras no pronunciadas”, para piano (2 ejecutantes) y cinta magnética, 1970
Música electroacústica para Teatro
-Lutero (Osborne), 1965
-Las paredes (Gámbaro), 1966
Música electroacústica para cine
-Yavi (cortometraje) (Arze), 1965
-Dos en el mundo (largo metraje) (Selly), 1966